# Auf, auf, ihr Hirten in dem Feld
Auf, auf, ihr Hirten in dem Feld ist ein Weihnachtslied aus dem alpenländischen Raum, vor allem aus Kärnten.

## Herkunft
Wilhelm Pailler veröffentlichte 1881 den in Brixen (damals Tirol) aufgezeichneten Text des Liedes, der bei ihm fünf Strophen umfasste. Pailler vermutete die Herkunft des Textes „aus einem größeren [Krippen]-Spiel“. Eine Melodie wurde von Pailler nicht überliefert. Arnold Blöchl stellte in seinem „Melodiarium“ vier verschiedene Melodien zusammen, von denen keine exakt auf Paillers Text passt. Die älteste in Form eines Dreigesangs ist bis heute verbreitet. Sie wurde 1906 in Sankt Jakob im Lesachtal (Kärnten) aufgezeichnet. Die anderen Melodien wurden in Burgeis (Südtirol), Völs, in Osttirol aber auch in Lothringen aufgezeichnet.

## Inhalt
Der Text des Liedes stellt die Verkündigung der Geburt Jesu durch die Engel an die Hirten (Lk 2,8–14 ) in volkstümlicher, gereimter Sprache dar.

## Melodie und Text
1. Auf, auf, ihr Hirten in dem Feld!

Hört, was ich Neues euch vermeld:

Verlasset eure Herden,

verlasset eure Herden!

Auf, auf, obschon ist dunkle Nacht,

euch auf den Weg jetzt fertig macht,

mit Freud erfüllt zu werden,

mit Freud erfüllt zu werden.

2. Hört, ich verkünde große Freud,

die euch und allen Völkern heut

der liebe Gott zuschicket,

der liebe Gott zuschicket:

In einem Stall, o schlechter Ort,

durch sein Geburt, nach Vaters Wort,

die ganze Welt erlöset,

die ganze Welt erlöset.

3. Nicht weit von hier, bei Davids Stadt

ist jener Gott, der alles hat

uns als ein Kind geboren,

uns als ein Kind geboren.

Glaubt mir, es ist kein leere Mär,

wenn dieser nicht geboren wär,

so ging die Welt verloren,

so ging die Welt verloren.

4. Und dies soll euch das Zeichen sein:

Ihr werdet ohne Pracht und Schein

ein armes Kind dort finden,

ein armes Kind dort finden.

Dies Kind ist wahrer Mensch und Gott

so uns errettet von dem Tod,

und tilget alle Sünden,

und tilget alle Sünden.